# Canadian Army Trophy

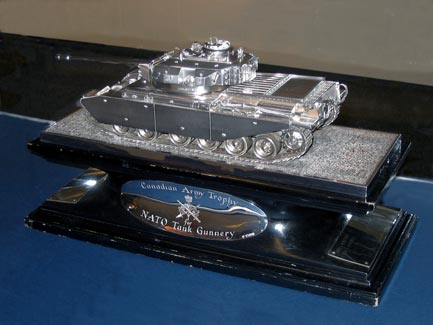
Le trophée de la compétition.

Le Canadian Army Trophy (Trophée de l'Armée canadienne) est une compétition annuelle de chars s'étant tenue en Europe de l'Ouest entre 1961 et 1991 dans le but de favoriser l'excellence et de renforcer la coopération entre les forces blindées des pays de l'OTAN puis de nouveau à partir de 2024.

## Historique

### Compétition d'origine

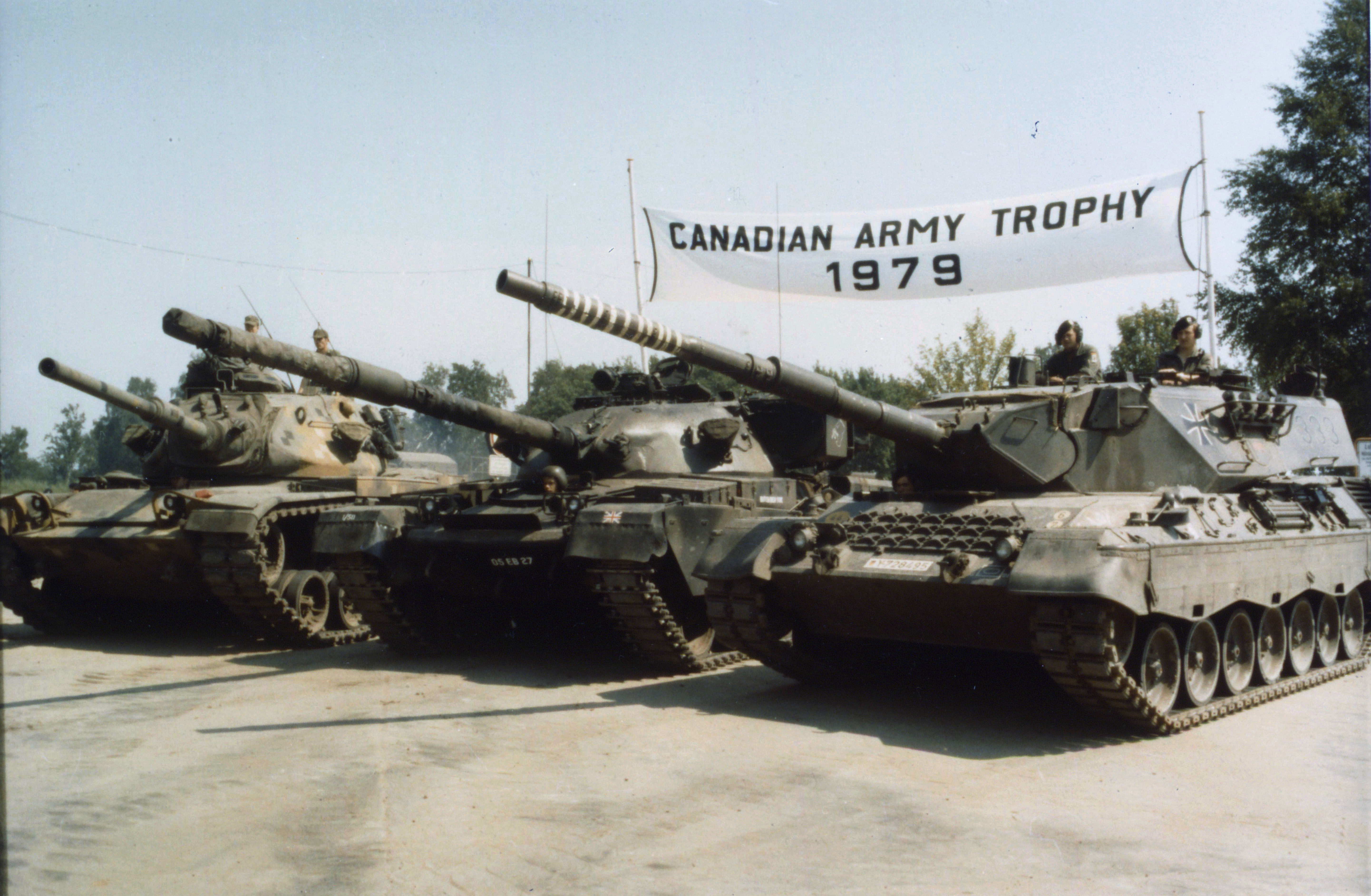
De gauche à droite durant le concours de 1979 : M60A1 de l'US Army, Centurion de la British Army, et Leopard 1A4 de l'armée ouest-allemande.

Les pays de l'Alliance ayant pris part à cette compétition incluent notamment l'Allemagne de l'Ouest, la Belgique, le Canada, les États-Unis à partir de 1977, les Pays-Bas et le Royaume-Uni. En 1991, le Royaume-Uni et les États-Unis n'y ont cependant pas participé en raison de la guerre du Golfe, il s'agissait alors cette année-là uniquement d'une compétition entre des Leopard 1 et des Leopard 2. En 1993, la 4e brigade mécanisée canadienne quitte l'Allemagne, mettant fin à l'exercice.
Le trophée décerné était une réplique en argent sterling d'un char miniature Centurion de l'armée canadienne.
La Russie a repris à son compte cette compétition, depuis 2013, sous le nom de Tankovi biathlon.

### Depuis 2017
En 2016, la U.S Army Europe et la Bundeswehr ont mis sur pied une telle compétition nommée Strong Europe Tank Challenge à laquelle sept équipes de quatre chars provenant de six nations de l’OTAN ont participé.
Depuis 2017, l’OTAN a repris sa compétition organisée de chars, en Lettonie, sous le nom de « Iron Spear ». En 2023, c’est l’équipage britannique du char Challenger 2 qui a marqué le plus de points. 
En 2024, le concours a repris son nom d’origine. L’objectif des manœuvres de chars CAT'24 est de travailler ensemble sur les tactiques, les techniques et les procédures. La compétition de tir est conçue pour améliorer et intégrer la puissance de feu des alliés, comme l’a annoncé le commandement des forces armées lettones et se déroule sur le terrain d’entraînement d’Ādaži en Lettonie. Des équipages de chars et de véhicules de combat de sept pays de l’OTAN, à savoir l’Italie, le Canada, la Grande-Bretagne, la Norvège, la Pologne, l’Espagne et l’Allemagne, participent aux exercices. L'équipe canadienne remporte le trophée

## Résultats
| Année | Équipe/Escadre/Compagnie                 | Nation               | Char           | Meilleur peloton ou section              |
| ----- | ---------------------------------------- | -------------------- | -------------- | ---------------------------------------- |
| 1963  | 4e régiment de lanciers                  | Belgique             | M-47 Patton    | -                                        |
| 1964  | 4e régiment de lanciers                  | Belgique             | M-47 Patton    | 4e régiment de lanciers                  |
| 1965  | Royal Scots Greys                        | Royaume-Uni          | Centurion Mk.5 | Royal Scots Greys                        |
| 1966  | 13th/18th Royal Hussars (QMO)            | Royaume-Uni          | Centurion      | 13th/18th Royal Hussars (QMO)            |
| 1967  | B Squadron, Lord Strathcona's Horse (RC) | Canada               | Centurion      | B Squadron, Lord Strathcona's Horse (RC) |
| 1968  | 1er régiment de lanciers                 | Belgique             | M-47 Patton    | 1er régiment de lanciers                 |
| 1970  | 16th/5th The Queen's Royal Lancers       | Royaume-Uni          | Chieftain Mk.3 | 16th/5th The Queen's Royal Lancers       |
| 1973  | 3. Kompanie, Panzerbataillon 83          | Allemagne de l'Ouest | Leopard I      | Queen's Royal Irish Hussars              |
| 1975  | 3. Kompanie, Panzerbataillon 84          | Allemagne de l'Ouest | Leopard I A1   | 3. Kompanie, Panzerbataillon 84          |
| 1977  | Royal Canadian Dragoons                  | Canada               | Leopard I A2   | B Squadron, 11 Tankbataljon              |
| 1979  | 2. Kompanie, Panzerbataillon 284         | Allemagne de l'Ouest | Leopard I A4   | 2. Kompanie, Panzerbataillon 284         |
| 1981  | 4. Kompanie, Panzerbataillon 294         | Allemagne de l'Ouest | Leopard I A4   | 4. Kompanie, Panzerbataillon 294         |
| 1983  | CENTAG (Allemagne de l'Ouest)            | Allemagne de l'Ouest | Leopard I A4   | 1. Zug, 2. Kompanie, Panzerbataillon 293 |
| 1985  | NORTHAG (Pays-Bas)                       | Pays-Bas             | Leopard 2      | 2. Kompanie, Panzerbataillon 244         |
| 1987  | CENTAG (États-Unis)                      | États-Unis           | M1 Abrams IP   | 1 Platoon, D Company, 4/8th Cavalry      |
| 1989  | NORTHAG (Pays-Bas)                       | Pays-Bas             | Leopard 2 A4   | 4 Platoon, A Eskadron, 41 Tankbataljon   |
| 1991  | NORTHAG (Allemagne)                      | Allemagne            | Leopard 2 A4   | 3. Zug, 4. Kompanie, Panzerbataillon 84  |
| 2024  | Présence avancée renforcée (Canada)      | Canada               | Leopard 2 A6M  | C Squadron, The Royal Canadian Dragoons  |